# Lerista talpina
Lerista talpina är en ödleart som beskrevs av  Storr 1991. Lerista talpina ingår i släktet Lerista och familjen skinkar. Inga underarter finns listade i Catalogue of Life.